# Хипохлорит
В химията хипохлоритът или хлороксидът е анион с химична формула ClO−. Той се комбинира с редица катиони, за да образува хипохлоритни соли. Сред често срещаните примери са натриевият хипохлорит (домакинска белина) и калциевият хипохлорит („хлорна вар“ за плувен басейн). Разстоянието Cl-O в ClO− е 1,69 Å.
Името може да се отнася и до естери на хипохлорната киселина, а именно органични съединения с ClO– група, ковалентно свързана с останалата част от молекулата. Основният пример е терт-бутил хипохлорит, който е полезен хлориращ агент.
Повечето хипохлоритни соли се обработват като водни разтвори. Основните им приложения са като избелващи, дезинфекционни и агенти за пречистване на вода. Те се използват и в химията за реакции на хлориране и окисление.